# Turbo McKwek
Turbo McKwek, in het Engels Launchpad McQuack, is een fictieve eend uit de Duckstad-wereld. Hij was voor het eerst te zien in de televisieserie DuckTales (1987–1990). Hier is hij piloot en een belangrijke helper van Dagobert Duck. In de tekenfilmreeks Darkwing Duck (1991–1992) is Turbo de sidekick van het hoofdpersonage Darkwing.

## Achtergrond
Samen met zijn ouders Marcus en Vera McKwek en zijn zusje Suzie vormt Turbo in zijn jonge jaren het pilotenstuntteam de 'Vliegende McKweks'. Maar omdat hij het gevoel heeft dat hij door zijn soms onbeheerste vliegstijl en het feit dat hij steevast neerstort een smet is op de familienaam, verlaat hij zijn familie en gaat zijn eigen weg. Niet veel later ontmoet hij Dagobert die op zoek is naar een goedkope piloot, en treedt bij hem in dienst. Uiteindelijk hoort Turbo van zijn ouders dat ze altijd trots op hem zijn geweest.
Turbo is een afstammeling van generaal Blunder McKwek. Hij heeft altijd in de veronderstelling geleefd dat zijn bet-overgrootvader een oorlogsheld was die zijn troepen de overwinning bij Kwakerloo heeft bezorgd. Echter, wanneer aan Turbo wordt gevraagd om de historische slag na te spelen, ontdekt hij dat Blunder McKwek door zijn onbeholpen optreden de slag juist verloren had. Turbo weet met behulp van Kwik, Kwek, Kwak en Dorus de familienaam wel weer in ere te herstellen.

## DuckTales
In DuckTales werkt Turbo voor Dagobert Duck als diens persoonlijke piloot. Daarnaast is hij hopman bij de Jonge Woudlopers en heeft hij een recordaantal insignes op zijn naam staan. Hij kan goed opschieten met Dagoberts neefjes Kwik, Kwek en Kwak en wordt bewonderd door Dorus, die Turbo McKwek ziet als zijn grote voorbeeld.
In afleveringen die een bewerking zijn van een stripverhaal van Disney-tekenaar Carl Barks vervult Turbo vaak de rol die Donald Duck heeft in het originele verhaal.

## Darkwing Duck
Ook in de televisieserie Darkwing Duck komt Turbo voor als piloot. Hij bouwt in deze serie zelf een vliegtuig, de Kwakeljet. In de eerste aflevering ontmoeten hij en superheld Darkwing elkaar in de hangar van Turbo, die aangeeft een groot fan te zijn van de held. Het duurt een tijdje voordat Darkwing Turbo accepteert als zijn sidekick.
Zijn uiterlijk verschilt ietwat van het voorkomen dat hij heeft in DuckTales. Zo is in Darkwing Duck Turbo's onderkaak groter en heeft hij een breder postuur.

## Stem
De oorspronkelijke Engelstalige stem van Turbo McKwek werd ingesproken door Terry McGovern, en in de tweede DuckTales serie door Beck Bennett. Zijn Nederlandse stem werd in de eerste DuckTales- en Darkwing Duck serie verzorgd door Rudi Falkenhagen, en in de tweede DuckTales door Jelle Amersfoort.